# Albert III de Prato
Albert III Alberti (Toscana, m. 1210) va ser un comte italià, fill d'Alberto II de Prato.
Va ser fill del comte Alberto II i de la seva esposa, Sofia. El 10 d'agost de 1164, a Pavia, va rebre un important privilegi de l'emperador Frederic I, on es restitueixen la fidelitat i l'economia de la família Alberti. En opinió de Repetti, també confirma les alienacions dels seus avantpassats el 1098 i 1113 a l'abat del monestir de Passignano. A més, segons Angius, va obtenir la consideració de príncep de l'imperi i va quedar exempt de càrregues i de ser obligat a retre homenatge a cap altre senyor, alhora que va rebre en feus Vernio, Mangona i altres castells.
Va casar-se amb Aldigarda, una filla d'Arduino de Palù, vassall de Matilde de Canossa. Es casà en segones noces amb Tabernaria, amb qui va tenir diversos fills: Alberto, Ugolino, Rinaldo, Rugieri, Guido, Mainardo, Inghiramo i Beatrice. Va dictar testament abans de 1210.